# فهرست دانشمندان روحانی پیرو کلیسای کاتولیک
- خوزه د آکوستا (۱۵۳۹-۱۶۰۰) -- یسوعیون مبلغ و طبیعت که یکی از اولین شرح های بسیار دقیق و واقع بینانه از جهان جدید را نوشت
- فرانسوا د آگویلون (۱۵۶۷-۱۶۱۷) -- ریاضیدان بلژیکی یسوعیون، فیزیکدان، و معمار.
عمو مسعود (فیلسوف) (۱۳۲۰–۱۳۹۰ ج) -- اسقف آلمانی شناخته شده برای کمک‌های خود به منطق و فیزیک و با Buridan او به توسعه و تکمیل تئوری که پیشرو بود به نظریه مدرن اینرسی کمک کرد.
- آلبرتوس مگنوس (ج ۱٬۲۰۶–۱۲۸۰) -- یکی از معروف‌ترین پیش سازهای علم مدرن در قرون میانه بالا. "[۶] امام یا شخص مقدس حامی شخص از علوم طبیعی؛ این نسخه‌ها در فیزیک، منطق، متافیزیک، زیست‌شناسی، و روانشناسی کار می‌کنند.
- خوزه ماریا Algué (۱۸۵۶–۱۹۳۰) -- هواشناس که اختراع barocyclonometer
- خوزه آنتونیو د Alzate Y رامیرز (۱۷۳۷–۱۷۹۹) -- دانشمند، مورخ، نقشه‌کش، هواشناس، بیش از سی رساله در مورد افراد مختلف علمی نوشت.
- فرانچسکو Castracane degli Antelminelli (۱۸۱۷–۱۸۹۹) -- گیاه‌شناس که یکی از اولین‌ها بود که برای معرفی microphotography را مطالعه زیست‌شناسی
- جیووانی آنتونلی (۱۸۱۸–۱۸۷۲) -- مدیر نظارت Ximenian از فلورانس؛ همکاری در طراحی نمونه اولیه از موتور احتراق داخلی.
- نیکولوآریتی (۱۷۰۹–۱۷۶۷) -- رساله ای درباره نور، گرما و الکتریسیته نوشت.
- جوزپه آسکلپی (۱۷۰۶–۱۷۷۶) -- ستاره‌شناس و پزشک، مدیر رصدخانه رومانو Collegio ; Asclepi که یک از دهانه های ماه به نان او نام گذاری شده است.
- راجر بیکن (ج ۱٬۲۱۴–۱٬۲۹۴) -- قابل توجه مشارکتهای شما با ریاضیات و اپتیک، پیشگام روش علمی مدرن.
- برناردینو بالدی (۱۵۳۳–۱۶۱۷) -- ریاضیدان و نویسنده
- ایگنیو بارسانتی (۱۸۲۱–۱۸۶۴) -- امکان مخترع موتور احتراق داخلی
- بارتولموئوس آمیکوس (۱۵۶۲–۱۶۴۹) -- نوشتن دفاتر راجع به فلسفه، ریاضیات، نجوم، و مفهوم خلاء و ارتباط آن با خدا.
- دانیل بارتولی (۱۶۰۸–۱۶۸۵) -- بارتولی ستاره‌شناس و عضو یسوعیون نیکولو Zucchi اعتبار به عنوان داشتن احتمالاً برای اولین بار به دیدن کمربند استوایی سیاره مشتری
- جوزف بایما (۱۸۱۶–۱۸۹۲) -- شناخته شده برای کار در استریوشیمی و ریاضیات
- بلگاردو گیاکوپو (۱۷۰۴–۱۷۸۹) -- آثار تجربی در فیزیک، استاد ریاضیات و فیزیک، و ریاضی‌دان دادگاه
- ماریو بتینوس (۱۵۸۲–۱۶۵۷) -- یسوعیون فیلسوف، ریاضیدان و ستاره‌شناس؛ Bettinus دهانه قمری به نام بعد از او
- جوزپه بیانکانی (۱۵۶۶–۱۶۲۴) -- یسوعیون ستاره‌شناس، ریاضیدان، و selenographer، پس از آن‌ها از Blancanus دهانه بر روی ماه است به نام
- ژاک د بیلی (۱۶۰۲–۱۶۷۹) -- تعداد نتایج در نظریه اعداد است که پس از او نام برده، منتشر جداول نجومی، دهانه بیلی روی ماه پس از او نام برده شده‌است.
- پائولو بکنه (۱۶۳۳–۱۷۰۴) -- گیاه‌شناس سیسترسی‌ها که به زمینه‌های پزشکی و سم شناسی
- برنارد بولزانو (۱۷۸۱–۱۸۴۸) -- ریاضیدان و منطق دان، منافع دیگر شامل متافیزیک، ایده‌ها، احساس، و حقیقت است.
- آنسلموس د بوت (۱۵۵۰–۱۶۳۲) -- یکی از بنیان‌گذاران کانی شناسی
- تئودوریک بورگوگنونی (۱۲۰۵–۱۲۹۸) -- جراح قرون وسطی که سهم مهمی به عمل ضدعفونی‌کننده و بی‌حس‌کننده
- کریستوفر بوراس (۱۵۸۳–۱۶۳۲) -- ریاضیدان و ستاره‌شناسی که مشاهدات در تغییرات مغناطیسی از قطب نما ساخته شده
- نظریه بوسویچ راجر جوزف (۱۷۱۱–۱۷۸۷) -- فرمول بندی از تئوری اتمی مدرن، سهم مهم در ستاره‌شناسی
- بووت یواخیم (۱۶۵۶–۱۷۳۰) -- چین‌شناس یسوعیون و نقشه‌کش که او کارش را در چین
- میشل بویم (ج ۱۶۱۲–۱۶۵۹) -- یکی از غربی‌ها برای اولین بار به سفر در درون سرزمین اصلی چین، و نویسنده آثار متعدد در فون‌های آسیایی، گیاهان و جغرافیا.
- توماس برادواردینه (C. ۱۲۹۰–۱۳۴۹) -- ریاضیدان است که به معنای قضیه سرعت یکی از ماشین حساب آکسفورد
- هانری برویل (۱۸۷۷–۱۹۶۱) -- باستان‌شناس، انسان‌شناس، زمین‌شناس و ethnologist.
- فروردین بروژک (۱۵۸۵–۱۶۵۲) -- لهستانی بحر العلوم، ریاضیدان، منجم و پزشک، ریاضیدان برجسته‌ترین لهستانی قرن 17th
- وئیس اوویده سبزه (۱۸۲۶–۱۸۷۶) -- یکی از پدران بنیانگذار گیاه‌شناسی کانادا
- FAA DI برونو فرانچسکو (ج ۱۸۲۵–۱۸۸۸) -- ریاضیدان beatified توسط پاپ ژان پل دوم
- جوردانو برونو (۱۵۴۸–۱۶۰۰) -- فیلسوف دومینیکن، ریاضیدان، و منجم که در بی‌نهایت جهان بر این باور، در معرض خطر برای مشاهده دیگر کفرآمیز سوزانده شده‌است.
- اتو برونفلس (۱۴۸۸–۱۵۳۴) -- راهب کارتوزی که یکی از پدران گیاه‌شناسی شناخته می‌شود.
- اسماعیل بویالدوس (۱۶۰۵–۱۶۹۴) -- ستاره‌شناس و عضو انجمن سلطنتی، دهانه بویالدوس به افتخار او نامیده شده‌است.
- ژان بوریدان (۱۳۰۰—بعد از ۱۳۵۸) -- ایده‌های اولیه از حرکت و حرکت اینرسیایی، بذر انقلاب کوپرنیکی را در اروپا پاشید.
- نیکولو کابئو (۱۵۸۶–۱۶۵۰) -- ریاضیدان یسوعی، دهانه کابئوس به افتخار او نامیده شده‌است.
- نیکلاس کالان (۱۷۹۹–۱۸۴۶) -- برای کار خود بر روی سیم پیچ القایی شناخته شده
- ژان باتیست کارنوی (۱۸۳۶–۱۸۹۹) -- بنیان‌گذار علم سیتولوژی
- جیووانی دی کاسالی (درگذشت ج ۱۳۷۵) -- تجزیه و تحلیل گرافیکی از حرکت اجسام شتابدار
- پائولو Casati (۱۶۱۷–۱۷۰۷) -- ریاضیدان یسوعیون که در نجوم و وکیوم نوشت؛ Casatus دهانه بر روی ماه است که بعد از او نام برده شده‌است.
- لوران Cassegrain (۱۶۲۹–۱۶۹۳) -- کسی که به نام دیگری نام‌گذاری شود احتمالی از تلسکوپ Cassegrain دهانه Cassegrain روی ماه پس از او نام
- بندتو کاستلی (۱۵۷۸–۱۶۴۳) -- ریاضیدان نوعی کنیاک مقوی؛ بلند مدت دوست و حامی گالیلئو گالیله، که معلم او بود؛ نوشت: کار مهمی در مایعات در حال حرکت
- Bonaventura Cavalieri (۱۵۹۸–۱۶۴۷) -- او برای کار خود را بر روی مشکلات اپتیک و حرکت شناخته می‌شود، کار بر روی پیش سازهای حساب دیفرانسیل و انتگرال بینهایت کوچک، و مقدمه‌ای از لگاریتم به ایتالیا. اصل Cavalieri در هندسه بخشی از پیش‌بینی حساب دیفرانسیل و انتگرال انتگرال Cavalerius دهانه ماه به افتخار او نام
- آنتونیو خوزه Cavanilles (۱۷۴۵–۱۸۰۴) -- پیشرو طبقه‌بندی گیاه‌شناس اسپانیایی قرن ۱۸
- فرانچسکو Cetti (۱۷۲۶–۱۷۷۸) -- جانورشناس و ریاضیدان یسوعیون
- Tommaso Ceva (۱۶۴۸–۱۷۳۷) -- ریاضیدان یسوعیون و استاد که رساله در هندسه، گرانش، و حساب نوشت:
- کریستوفر Clavius (۱۵۳۸–۱۶۱۲) -- محترم یسوعیون ستاره‌شناس و ریاضیدان که به ریاست کمیسیون که تقویم میلادی را به همراه داشت؛ نوشت: کتاب درسی با نفوذ نجومی است.
- گای Consolmagno (۱۹۵۲ --) -- یسوعیون منجم و دانشمند سیاره
- نیکولاس کوپرنیک (۱۴۷۳–۱۵۴۳) رنسانس ستاره‌شناس معروف برای کیهان شناسی دارای مرکز در خورشید او که مجموعه‌ای در حرکت انقلاب کوپرنیکی
- Vincenzo Coronelli (۱۶۵۰–۱۷۱۸) -- cosmographer وابسته بدسته راهبان فرقه فرانسیس مقدس، نقشه‌کش، معلومات جامع، و جهان ساز
- جورج Coyne (۱۹۳۳ --) -- ستاره‌شناس و مدیر سابق رصدخانه واتیکان یسوعیون
- جیمز کالن (ریاضیدان) (۱۸۶۷–۱۹۳۳) -- ریاضیدان یسوعیون که به چاپ آنچه که در حال حاضر به عنوان شماره کالن در نظریه اعداد شناخته شده
- جیمز Curley (ستاره‌شناس) (۱٬۷۹۶–۱۸۸۹) -- اولین مدیر رصدخانه جورج تاون، تعیین طول و عرض جغرافیایی منطقه واشینگتن دی سی
- آلبرت Curtz (۱۶۰۰–۱۶۷۱) -- ستاره‌شناس یسوعیون که در آثار تیکو Brahe گسترش و کمک به درک اوایل ماه Curtius دهانه بر روی ماه است که بعد از او نام برده شده‌است.
- یوهان باپتیست Cysat (۱۵۸۷–۱۶۵۷) -- ریاضیدان و ستاره‌شناس یسوعیون، پس از آن‌ها از دهانه Cysatus قمری است به نام اولین چاپ کتاب اروپا در مورد ژاپن منتشر شد، یکی از اولین استفاده از تلسکوپ که به تازگی توسعه یافته و مهم‌ترین کار در ستاره‌های دنباله دار * ژان باتیست Chappe D' Auteroche (۱۷۲۲–۱۷۶۹) -- ستاره‌شناس بهترین راه حل برای مشاهدات خود را از گذر زهره شناخته می‌شود
- Ignazio Danti (۱۵۳۶–۱۵۸۶) -- دومینیکن ریاضیدان، منجم، cosmographer، و نقشه‌کش
- آرماند دیوید (۱۸۲۶–۱۹۰۰) -- گیاه‌شناس و جانورشناس که کار مهم در هر دو منطقه در چین
- چارلز میشل دو L' Épée (۱۷۱۲–۱۷۸۹) -- به عنوان "پدر ناشنواً شناخته شده و اولین بار در جهان مدرسه رایگان برای ناشنوایان تأسیس
- فرانچسکو Denza (۱۸۳۴–۱۸۹۴) -- هواشناس، ستاره‌شناس، و مدیر رصدخانه واتیکان
- واسلاو پروکوپ Diviš (۱۶۹۸–۱۷۶۵) -- مطالعه مستقل از میله برق گیر فرانکلین؛ برق اولین آلت موسیقی در طول تاریخ ساخته شده
- یوهان Dzierzon (۱۸۱۱–۱۹۰۶) -- پرورش دهندهٔ زنبور عسل پیشگام که کشف پدیده بکر زایی در میان زنبورها و طراحی اولین موفق کندوی عسل متحرک قاب، به عنوان "پدر پرورش زنبور عسل مدرن" شرح داده شده‌است.
- Honoré Fabri (۱۶۰۷–۱۶۸۸) -- ریاضیدان و فیزیکدان یسوعیون
- ژان چارلز د لا نوعی پارچه ساده بافت (۱۵۹۷–۱۶۵۲) -- ریاضیدان یسوعیون که تعیین مرکز ثقل از بخش یک دایره برای اولین بار
- Gabriele Falloppio (۱۵۲۳–۱۵۶۲) -- یکی از مهم‌ترین آناتومیست و پزشکان از قرن شانزدهم. لوله‌های فالوپ، که از رحم را به تخمدان‌ها را گسترش هستند، برای او نام برد.
- Fényi Gyula (۱۸۴۵–۱۹۲۷) -- ستاره‌شناس یسوعیون و مدیر رصدخانه Haynald؛ ذکر برای مشاهدات خود از خورشید، دهانه Fényi روی ماه پس از او نام
- Feuillée لوئیس (۱۶۶۰–۱۷۳۲) -- اکسپلورر، ستاره‌شناس، جغرافی، و گیاه‌شناس
- Placidus Fixlmillner (۱۷۲۱–۱۷۹۱) -- کشیش نوعی کنیاک مقوی و یکی از منجمان در ابتدا به محاسبه مدار اورانوس
- پائولو Frisi (۱۷۲۸–۱۷۸۴) -- ریاضیدان و ستاره‌شناس که کار قابل توجهی در هیدرولیک
- خوزه گابریل فونس (۱۹۶۳ --) -- ستاره‌شناس و مدیر فعلی رصدخانه واتیکان یسوعیون
- Galien جوزف (۱۶۹۹—ج ۱۷۶۲) -- استاد دومینیکن که در هوانوردی، hailstorms نوشت، و کشتی‌های هوایی
- ژان Gallois (۱۶۳۲–۱۷۰۷) -- دانشمند فرانسوی و عضو Académie علوم پردازنده
- پیر Gassendi (۱۵۹۲–۱۶۵۵) -- و ریاضیدان ستاره‌شناس فرانسوی که اطلاعات برای اولین بار در گذر عطارد را منتشر، معروف‌ترین پروژه فکری اقدام به آشتی دادن اتمیسم عیاش با مسیحیت
- Agostino Gemelli (۱۸۷۸–۱۹۵۹) -- پزشک و روانشناس وابسته بدسته راهبان فرقه فرانسیس مقدس؛ دانشگاه کاتولیک قلب مقدس در میلان تأسیس
- یوهانس فون Gmunden (C. ۱۳۸۰–۱۴۴۲) -- ریاضیدان و ستاره‌شناس است که وارد جداول نجومی؛ سیارک ۱۵۹۵۵ Johannesgmunden که به افتخار او "به این نام نامیده
- کارلوس د Sigüenza Y Góngora (۱۶۴۵–۱۷۰۰) -- بحر العلوم، ریاضیدان، منجم و نقشه‌کش؛ جلب نقشه اول از همه از اسپانیا
- اندرو گوردون (نوعی کنیاک مقوی) (۱٬۷۱۲–۱٬۷۵۱) -- راهب نوعی کنیاک مقوی، فیزیکدان و مخترع که اولین موتور الکتریکی
- کریستوف Grienberger (۱۵۶۱–۱۶۳۶) -- ستاره‌شناس یسوعیون پس از آن‌ها از دهانه Gruemberger در ماه است به نام؛ تأیید کشف گالیله از اقمار مشتری.
- فرانچسکو ماریا Grimaldi (۱۶۱۸–۱۶۶۳) -- پراش نور را کشف کرد، و در واقع اصطلاح "پراش" بررسی سقوط آزاد از اشیاء ساخته شده و با استفاده از ابزار برای اندازه‌گیری ویژگی‌های زمین‌شناسی بر روی ماه
- رابرت Grosseteste (C. ۱۱۷۵–۱۲۵۳) -- یکی از مردان آگاه از قرون وسطی؛ "اولین انسان را به نوشتن مجموعه کاملی از مراحل انجام یک آزمایش علمی" نامیده شده‌است [۷]
- پل Guldin (۱۵۷۷–۱۶۴۳) -- یسوعیون ریاضیدان و ستاره‌شناس که به کشف قضیه Guldinus برای تعیین سطح و حجم جامد از انقلاب
- بارتولومئو د Gusmão (۱۶۸۵–۱۷۲۴) -- شناخته شده برای اوایل کار او در طراحی بالون سبک‌تر از هوا
- یوهان گئورگ هاگن (۱۸۴۷–۱۹۳۰) -- مدیر رصدخانه واتیکان و جورج تاون، دهانه هاگن روی ماه پس از او نام برده شده‌است.
- Halma نیکولاس (۱۷۵۵–۱۸۲۸) -- ریاضیدان فرانسوی و ترجمه
- ژان باپتیست DU هامل (۱۶۲۴–۱۷۰۶) -- فیلسوف فرانسوی طبیعی و دبیر Académie علوم رویال پردازنده
- رنه فقط Haüy (۱۷۴۳–۱۸۲۲) -- پدر کریستالوگرافی
- ماکسیمیلیان جهنم (۱۷۲۰–۱۷۹۲) -- یسوعیون ستاره‌شناس و مدیر رصدخانه وین؛ دهانه دوزخ در ماه است بعد از او نام برده شده‌است.
- میشل هلر (۱۹۳۶ --) -- برنده جایزه تمپلتون و نویسنده پرکاری در مورد موضوعات متعدد علمی
- لورنز Hengler (۱۸۰۶–۱۸۵۸) -- که اغلب به عنوان مخترع از پاندول افقی اعتبار
- هرمان از Reichenau (۱۰۱۳–۱۰۵۴) -- مورخ، نظریه‌پرداز موسیقی، منجم و ریاضی‌دان
- پیر ماری Heude (۱۸۳۶–۱۹۰۲) -- یسوعیون مبلغ و جانورشناس که به مطالعه تاریخ طبیعی آسیای شرقی
- فرانتس فون پائولا Hladnik (۱۷۷۳–۱۸۴۴) -- گیاه‌شناس که کشف چندین نوع جدیدی از گیاهان و جنس خاص پس از او نام برده شده‌اند
- جیووانی باتیستا Hodierna (۱۵۹۷–۱۶۶۰) -- ستاره‌شناس که فهرست اشیاء مبهم و توسعه یک میکروسکوپ ابتدایی
- ویکتور آلفونس Huard (۱۸۵۳–۱۹۲۹) -- طبیعت، معلم، نویسنده، و ترویج علوم طبیعی
- Maximus فون Imhof (۱۷۵۸–۱۸۱۷) -- فیزیکدان آلمانی Augustinian و مدیر آکادمی علوم مونیخ
- Inghirami جیووانی (۱۷۷۹–۱۸۵۱) -- ستاره‌شناس ایتالیایی، دره در ماه به نام بعد از او وجود دارد و همچنین دهانه
- فرانسوا Jacquier (۱۷۱۱–۱۷۸۸) -- ریاضیدان و فیزیکدان وابسته بدسته راهبان فرقه فرانسیس مقدس در مرگ او او با تقریباً تمام جوامع بزرگ علمی و ادبی اروپا متصل شد
- استنلی Jaki (۱۹۲۴–۲۰۰۹) -- نوعی کنیاک مقوی کشیش و نویسنده پرکاری است که در رابطه میان علم و الهیات نوشت
- Jedlik Ányos (۱۸۰۰–۱۸۹۵) -- نوعی کنیاک مقوی مهندس، فیزیکدان و مخترع، در نظر گرفته شده توسط مجارها و اسلوواک‌ها به پدر سروده نشده از دینامو و موتور الکتریکی
- گئورگ جوزف کامل (۱۶۶۱–۱۷۰۶) -- یسوعیون مبلغ و گیاه‌شناس که تأسیس داروخانه برای اولین بار در فیلیپین
- Kippes اتو (۱۹۰۵–۱۹۹۴) -- اذعان برای کار خود را در محاسبات مدار سیارک، سیارک کمربند اصلی ۱۷۸۰ Kippes به افتخار او نامگذاری شد
- Athanasius Kircher (۱۶۰۲–۱۶۸۰) -- پدر مصرشناسی، "کارشناسی ارشد صد هنر"، نوشت: دانشنامه چین، یکی از اولین کسانی به رعایت میکروب‌ها از طریق میکروسکوپ
- Wenceslas Pantaleon Kirwitzer (۱۵۸۸–۱۶۲۶) -- ستاره‌شناس یسوعیون و مبلغ که منتشر مشاهدات از ستاره‌های دنباله دار
- ژان کریستوف Kluk (۱۷۳۹–۱۷۹۶) -- برزشناس طبیعت و حشره‌شناس که نوشت: چند حجم کار در زندگی حیوانات لهستانی
- سباستین Kneipp (۱۸۲۱–۱۸۹۷) -- یکی از بنیان‌گذاران جنبش پزشکی درمان طبیعی
- Koller ماریان ولفگانگ (۱۷۹۲–۱۸۶۶) -- استاد که در نجوم، فیزیک نوشت، و هواشناسی
- فرانتس Xaver کوگلر (۱۸۶۲–۱۹۲۹) -- یسوعیون شیمیدان، ریاضیدان، و Assyriologist است که برای مطالعات خود از قرص‌های خط میخی و بابلی نجوم مورد توجه قرار
- نیکولا لویی د Lacaille (۱۷۱۳–۱۷۶۲) -- ستاره‌شناس فرانسوی اشاره کرد برای ستاره‌های فهرست نویسی، اشیاء مبهم، و صور فلکی
- یوجین Lafont (۱۸۳۷–۱۹۰۸) -- فیزیکدان یسوعیون، ستاره‌شناس و مؤسس انجمن علمی برای اولین بار در هند
- آنتوان د Laloubère (۱۶۰۰–۱۶۶۴) -- اولین ریاضی‌دان برای مطالعه و بررسی خواص HELIX
- برنارد لمی (۱۶۴۰–۱۷۱۵) -- فیلسوف و ریاضی‌دان که در متوازی‌الأضلاع نیروها نوشت
- پیر آندره Latreille (۱۷۶۲–۱۸۳۳) -- حشره‌شناس که آثار توصیف حشرات اختصاص بسیاری از taxa حشرات که امروزه هنوز استفاده
- ژرژ Lemaître (۱۸۹۴–۱۹۶۶) -- پدر نظریهٔ بیگ بنگ
- Linacre توماس (ج ۱۴۶۰–۱۵۲۴) -- مترجم و پزشک اومانیست
- فرانسیس خط (۱۵۹۵–۱۶۷۵) -- مغناطیسی ساعت و ساز ساعت آفتابی که در مخالفت با برخی از یافته‌های نیوتن و بویل
- خوان Caramuel Y Lobkowitz (۱۶۰۶–۱۶۸۲) -- نویسنده پرکاری در انواع موضوعات علمی، نویسنده‌های پیشین در مورد احتمال
- ژان Mabillon (۱۶۳۲–۱۷۰۷) -- نوعی کنیاک مقوی راهب و دانشمند، در نظر گرفته بنیان‌گذار palaeography و diplomatics
- Macelwane B. جیمز (۱۸۸۳–۱۹۵۶) -- "شناخته شده‌ترین زلزله شناس یسوعیون" و "یکی از پزشکان مفتخر از علم در تمام دوران"، نوشت: کتاب درسی برای اولین بار در زلزله شناسی در آمریکا است.
- پل McNally (۱۸۹۰–۱۹۵۵) -- یسوعیون ستاره‌شناس و مدیر رصدخانه جورج تاون؛ دهانه McNally در ماه است بعد از او نام برده شده‌است.
- پیر Macq (۱۹۳۰ --) -- فیزیکدان که جایزه Francqui در علوم دقیق برای کار خود را در فیزیک تجربی هسته‌ای اهدا شد
- مانوئل Magri (۱۸۵۱–۱۹۰۷) -- مردمنگار یسوعیون، باستان‌شناس و نویسنده، یکی از پیشگامان مالت در باستان‌شناسی
- امانوئل Maignan (۱۶۰۱–۱۶۷۶) -- فیزیکدان و استاد پزشکی که کارهای چاپ شده در gnomonics و چشم‌انداز
- گستاخ چارلز (۱۵۸۱–۱۶۳۰) -- نویسنده یسوعیون، ستاره‌شناس، و طرفدار ارسطویی کیهان شناسی؛ برای مشاهدات sunpots و از سطح ماه نیز شناخته می‌شود، و بی شرم دهانه روی ماه پس از او نام
- نیکولا Malebranche (۱۶۳۸–۱۷۱۵) -- فیلسوف که به مطالعه فیزیک، اپتیک، و قوانین حرکت؛ منتشر ایده‌های دکارت و لایبنیتس
- مارسین از Urzędów (C. ۱۵۰۰–۱۵۷۳) -- پزشک، داروساز، و گیاه‌شناس
- Maréchal جوزف (۱۸۷۸–۱۹۴۴) -- فیلسوف و روانشناس یسوعیون
- ماری Victorin (۱۸۸۵–۱۹۴۴) -- گیاه‌شناس به عنوان بهترین پدر Jardin botanique مونترال شناخته می‌شود
- Edme Mariotte (ج ۱٬۶۲۰–۱۶۸۴) -- فیزیکدان که قانون بویل را به رسمیت بشناسد و نوشت: در مورد ماهیت رنگ
- فرانچسکو Maurolico (۱۴۹۴–۱۵۷۵) -- نویسنده مشارکتهای شما با زمینه‌های هندسی، اپتیک، conics، مکانیک، موسیقی، و نجوم؛ اول شناخته شده اثبات با استقراء ریاضی داد
- کریستین مایر (ستاره‌شناس) (۱٬۷۱۹–۱۷۸۳) -- ستاره‌شناس یسوعیون برای پیشگام مطالعه از ستاره‌های دوتایی ذکر
- گرگور مندل (۱۸۲۲–۱۸۸۴) -- راهب Augustinian پدر و ژنتیک
- پیترو Mengoli (۱۶۲۶–۱۶۸۶) -- ریاضیدان است که برای اولین بار مطرح مشهور بازل
- جوزپه Mercalli (۱۸۵۰–۱۹۱۴) -- دانشمند آتشفشان‌شناس و مدیر رصدخانه وزوویو؛ امروز برای مقیاس Mercalli خود را برای اندازه‌گیری زمین لرزه است که هنوز هم در حال استفاده به یاد
- مارین مرسن (۱۵۸۸–۱۶۴۸) -- فیلسوف، ریاضیدان، و نظریه‌پرداز موسیقی است که اغلب به عنوان "پدر آکوستیک" به آن اشاره
- پل میدلبورگ (۱۴۴۶–۱۵۳۴) -- آثار مهم در اصلاح تقویم نوشت
- Maciej Miechowita (۱۴۵۷–۱۵۲۳) -- نوشت: اولین شرح دقیق جغرافیایی و قوم شناختی از شرق اروپا و همچنین نوشت: دو رساله پزشکی
- فرانسوا - ناپلئون ماری Moigno (۱۸۰۴–۱۸۸۴) -- ریاضیدان و فیزیکدان یسوعیون؛ یک توضیح دهنده را از علم و مترجم به جای محقق اصلی
- خوان ایگناسیو مولینا (۱۷۴۰–۱۸۲۹) -- طبیعت یسوعیون، مورخ، گیاه‌شناس، پرنده شناس و جغرافی
- لویی Moréri (۱۶۴۳–۱۶۸۰) -- دائرةالمعارف‌نویس قرن 17th
- تئودور Moret (۱۶۰۲–۱۶۶۷) -- ریاضیدان و نویسنده پایان‌نامه ریاضی اولین یسوعیون تاکنون در پراگ دفاع؛ Moretus دهانه ماه بعد از او نام برده شده‌است.
- Landell د Moura (۱۸۶۱–۱۹۲۸) -- مخترع، نوآور، ابداعکننده بود که برای به انجام رساندن انتقال صدای انسان توسط یک دستگاه بی‌سیم
- گابریل Mouton (۱۶۱۸–۱۶۹۴) -- ریاضیدان، منجم، و طرفداران اولیه سیستم متریک
- Jozef Murgaš (۱۸۶۴–۱۹۲۹) -- کمک به بی‌سیم تلگراف و کمک به توسعه ارتباطات تلفن همراه و انتقال بی‌سیم اطلاعات و صدای انسان
- خوزه Celestino Mutis (۱۷۳۲–۱۸۰۸) -- گیاه‌شناس و ریاضیدان سلطنتی گیاهشناسی اعزامی از دنیای جدید که منجر
- ژان فرانسوا Niceron (۱۶۱۳–۱۶۴۶) -- ریاضیدان است که مورد مطالعه اپتیک هندسی
- نیکلاس از CUSA (۱۴۰۱–۱۴۶۴) -- کاردینال، فیلسوف، حقوقدان، ریاضیدان و ستاره‌شناس، یکی از نوابغ بزرگ و polymaths قرن 15th
- جولیوس Nieuwland (۱۸۷۸–۱۹۳۶) -- کشیش صلیب مقدس، شناخته شده برای سهم او برای پژوهش‌های استیلن و استفاده از آن به عنوان مبنایی برای یک نوع از لاستیک مصنوعی، که در نهایت منجر به اختراع neoprene توسط Dupont می‌شد
- ژان آنتوان Nollet (۱۷۰۰–۱۷۷۰) -- فیزیکدان که پدیده اسمز در غشاء طبیعی کشف کرد.
- Obermaier هوگو (۱۸۷۷–۱۹۴۶) -- prehistorian برجسته و انسان‌شناس است که برای کار خود را در انتشار بشر در اروپا در طول عصر یخبندان، و در ارتباط با هنر شمال اسپانیایی غار شناخته شده
- ویلیام اکام (پ ۱۲۸۸—پ ۱۳۴۸) -- اسکولاستیک وابسته بدسته راهبان فرقه فرانسیس مقدس که آثار قابل توجهی در منطق، فیزیک و الهیات نوشت؛ تیغ Ockham شناخته شده
- نیکول Oresme (ج ۱٬۳۲۳–۱۳۸۲) -- یکی از معروف‌ترین و با نفوذترین فلاسفه قرون بعد میانه، اقتصاددان، ریاضیدان، فیزیکدان، منجم، فیلسوف، متکلم و اسقف Lisieux، و مترجم صالح، یکی از مهم‌ترین متفکران اصلی از قرن 14th
- Oriani Barnaba (۱۷۵۲–۱۸۳۲) -- مساح، منجم و دانشمند، بزرگترین دستاورد تحقیقات مفصل خود را از سیاره اورانوس بود و شناخته شده برای قضیه Oriani
- لوکا Pacioli (ج ۱۴۴۶–۱۵۱۷) -- که اغلب به عنوان پدر حسابداری در نظر گرفته؛ آثار متعدد در ریاضیات منتشر
- Ignace گاستون Pardies (۱۶۳۶–۱۶۷۳) -- فیزیکدان شناخته شده برای مکاتبات خود را با نیوتن و دکارت
- فرانسیسکوس Patricius (۱۵۲۹–۱۵۹۷) -- کیهانی، نظریه‌پرداز، فیلسوف، و رنسانس پژوهشگر
- Peckham جان (۱۲۳۰–۱۲۹۲) -- اسقف اعظم کانتربری و پزشک اولیه علوم تجربی
- نیکولا کلود Fabri د Peiresc (۱۵۸۰–۱۶۳۷) -- Astromer که سحابی جبار را کشف کرده، قمری دهانه Peirescius در افتخار او به نام
- استفن جوزف پری (۱۸۳۳–۱۸۸۹) -- و عضو انجمن سلطنتی ستاره‌شناس یسوعیون؛ مشاهدات مکرر از ماهواره مشتری، از occultations ستاره ای، ستاره‌های دنباله دار، شهاب سنگ، از نقاط یکشنبه، و faculae
- Giambattista Pianciani (۱۷۸۴–۱۸۶۲) -- ریاضیدان و فیزیکدان یسوعیون
- جوزپه Piazzi (۱۷۴۶–۱۸۲۶) -- ریاضیدان و ستاره‌شناس Theatine که کشف سرس، امروز شناخته شده به عنوان بزرگترین عضو از کمربند سیارک‌ها، ستاره فهرستنویسی کار مهم هم
- ژان پیکارد (۱۶۲۰–۱۶۸۲) -- اولین کسی برای اندازه‌گیری اندازه زمین به درجه معقول دقت؛ نیز توسعه روش استاندارد برای اندازه‌گیری عروج راست یک جسم آسمانی شد؛ مأموریت پیکارد، رصدخانه در حال چرخش خورشیدی، در افتخار او به نام
- Pigot ادوارد (۱۸۵۸–۱۹۲۹) -- زلزله‌شناس و ستاره‌شناس یسوعیون
- گای Pingré الکساندر (۱۷۱۱–۱۷۹۶) -- ستاره‌شناس فرانسوی و جغرافی نیروی دریایی، دهانه Pingré روی ماه پس از او نام برده شده، به عنوان سیارک ۱۲۷۱۹ Pingré
- ژان باتیست فرانسوا Pitra (۱۸۱۲–۱۸۸۹) -- Bendedictine کاردینال، باستان‌شناس و متکلم که قابل توجه خود را برای اکتشاف‌ها، نوآوری بزرگ باستان‌شناسی
- چارلز Plumier (۱۶۴۶–۱۷۰۴) -- یکی از مهم‌ترین کاشفان گیاه‌شناسی از زمان خود در نظر گرفته
- مارسین Odlanicki Poczobutt (۱۷۲۸–۱۸۱۰) -- ستاره‌شناس و ریاضیدان یسوعیون؛ عنوان اخترشناس از پادشاه اعطا Poczobutt دهانه بر روی ماه است پس از او نام برده است.
- لئون Provancher آبل (۱۸۲۰–۱۸۹۲) -- طبیعت اختصاص داده شده به مطالعه و شرح از فون و فلور کانادا؛ کار پیشگام خود را به دست آورد به او لقب "پدر تاریخ طبیعی در کانادا"
- لویی Receveur (۱۷۵۷–۱۷۸۸) -- ستاره‌شناس و طبیعت وابسته بدسته راهبان فرقه فرانسیس مقدس، به عنوان به عنوان نزدیک به عنوان یکی می‌تواند به بودن اکولوژیست در قرن ۱۸
- فرانتس Reinzer (۱۶۶۱–۱۷۰۸) -- نوشته هواشناسی در عمق، منسوب به علم ستاره‌شناسی، و خلاصه‌ای سیاسی از جمله موضوعاتی مانند ستاره‌های دنباله دار، شهاب سنگ، رعد و برق، باد، فسیل، فلزات، بدن از آب، و گنجینه‌های زیرزمینی و اسرار زمین را پوشش می‌دهد
- Rendu لوئیس (۱۷۸۹–۱۸۵۹) -- اسقف که کتاب مهم در مکانیسم حرکت یخبندان نوشت، یخچال Rendu، آلاسکا، ایالات متحده و کوه Rendu، قطب جنوب، برای او نام
- Vincenzo Riccati (۱۷۰۷–۱۷۷۵) -- ریاضیدان و فیزیکدان ایتالیایی
- ماتئو ریچی (۱۵۵۲–۱۶۱۰) -- یکی از پدران مؤسس یسوعیون چین مأموریت همکاری نویسنده اولین اروپایی چینی فرهنگ لغت
- Riccioli جیووانی باتیستا (۱۵۹۸–۱۶۷۱) -- ستاره‌شناس که به نویسندگان Almagestum novum، دانشنامه نفوذ نجوم؛ اول شخص برای اندازه‌گیری میزان شتاب از بدن آزادانه سقوط؛ selenograph با پدر Grimaldi که در حال حاضر ورودی در ملی adorns موزه هوا و فضا در واشینگتن دی سی
- ریچارد از Wallingford (۱۲۹۲–۱۳۳۶) -- clockmaker مشهور و یکی از آغازگران مثلثات غربی
- یوهانس Ruysch (ج ۱۴۶۰–۱٬۵۳۳) -- اکسپلورر، نقشه‌کش، و ستاره‌شناس که دوم قدیمی‌ترین نمایندگی چاپ شناخته شده دنیای جدید
- جیووانی Girolamo Saccheri (۱۶۶۷–۱۷۳۳) -- هندسه دان و ریاضیدان یسوعیون
- یوهانس د Sacrobosco (C. ۱۱۹۵–۱۲۵۶ ج) -- راهب ایرلندی و ستاره‌شناس که نوشت معتبر نجوم قرون وسطی متن Tractatus د Sphaera ; Algorismus خود را متن ابتدا به معرفی اعداد هندو عربی و رویه‌ای به برنامه درسی دانشگاه اروپا ماه دهانه Sacrobosco پس از او نام
- Gregoire دو سنت وینسنت (۱۵۸۴–۱۶۶۷) -- ریاضیدان یسوعیون که سهم مهمی به مطالعه هذلولی
- آلفونس آنتونیو د Sarasa (۱۶۱۸–۱۶۶۷) -- ریاضیدان یسوعیون که کمک به درک درستی از لگاریتم
- کریستوف Scheiner (ج ۱۵۷۳–۱۶۵۰) -- یسوعیون فیزیکدان، منجم و مخترع pantograph، نوشت: در طیف گسترده‌ای از موضوعات علمی
- جورج Schoener (۱۸۶۴–۱۹۴۱) -- که در ایالات متحده به عنوان "پدر روحانی گل سرخ" برای آزمایش‌های خود را در شناخته می‌شد گل رز پرورش
- گاسپار SCHOTT (۱۶۰۸–۱۶۶۶) -- یسوعیون فیزیکدان، منجم، فیلسوف و طبیعی است که به‌طور گسترده‌ای برای آثار او به ابزار هیدرولیکی و مکانیکی شناخته شده
- پائولا فرانتس فون Schrank (۱۷۴۷–۱۸۳۵) -- گیاه‌شناس، حشره‌شناس و نویسنده پرکاری
- برتولت شوارتز (ج ۱۴ قرن) -- وابسته بدسته راهبان فرقه فرانسیس مقدس راهب صومعه و مخترع مشهور از باروت و سلاح گرم
- آنتون ماریا Schyrleus از Rheita (۱۶۰۴–۱۶۶۰) -- منجم و optrician که ساخته شده‌است تلسکوپ کپلر
- جورج مری سرل (۱۸۳۹–۱۹۱۸) -- Paulist ستاره‌شناس و استاد که کشف شش کهکشان
- آنجلو Secchi (۱۸۱۸–۱۸۷۸) -- پیشگام در طیفسنجی نجومی، و یکی از دانشمندان برای اولین بار به دولت authoritatively بود که خورشید یک ستاره
- الساندرو Serpieri (۱۸۲۳–۱۸۸۵) -- ستاره‌شناس و زلزله‌شناس که به مطالعه ستاره‌های تیراندازی و برای اولین بار بود که برای معرفی مفهوم تابشی زمین لرزه
- Sersale Gerolamo (۱۵۸۴–۱۶۵۴) -- ستاره‌شناس و selenographer یسوعیون؛ نقشه خود را از ماه می‌تواند در رصدخانه نیروی دریایی سن فرناندو دیده می‌شود؛ Sirsalis دهانه ماه پس از او نام
- بندیکت Sestini (۱۸۱۶–۱۸۹۰) -- یسوعیون ستاره‌شناس، ریاضیدان و معمار، مورد مطالعه لکه‌های خورشیدی و خسوف نوشت: کتاب‌های درسی در افراد مختلف ریاضی
- رنه فرانسوا والتر د Sluse (۱۶۲۲–۱۶۸۵) -- ریاضیدان با یک خانواده منحنی به نام بعد از او
- Lazzaro Spallanzani (۱۷۲۹–۱۷۹۹) -- زیستشناس و فیزیولوژیست که سهم مهمی به مطالعه تجربی از عملکردهای بدن، تولید مثل دام، و اساساً کشف echolocation؛ تحقیق خود را از تولید و تکامل هموار راه را برای تحقیقات لویی پاستور
- والنتین Stansel (۱۶۲۱–۱۷۰۵) -- ستاره‌شناس یسوعیون که مشاهدات مهم از ستاره‌های دنباله دار
- استین یوهان (۱۸۷۱–۱۹۵۱) -- یسوعیون ستاره‌شناس و مدیر رصدخانه واتیکان، که او و مدرن به بمپور Gandolfo نقل مکان، استین دهانه در سمت دور ماه پس از او نام
- نیکولا Steno (۱۶۳۸–۱۶۸۶) -- که اغلب به نام پدر جغرافیا و چینه شناسی («اصول Steno") ; beatified توسط پاپ ژان پل دوم
- پاپ سیلوستر دوم (C. ۹۴۶–۱۰۰۳) -- محقق پرکاری که مورد تأیید قرار داد و از آن حمایت و ترویج دانش عربی ریاضی، ریاضیات، و نجوم در اروپا، reintroducing چرتکه و حوزه armillary که به اروپا بوده‌است از دست رفته پس از پایان دوران یونانی رومی
- Alexius Sylvius Polonus (۱۵۹۳—ج ۱۶۵۳) -- ستاره‌شناس یسوعیون که به مطالعه لکه‌های خورشیدی و منتشر کار بر روی calendariography
- Ignacije Szentmartony (۱۷۱۸–۱۷۹۳) -- نقشه‌کش یسوعیون، ریاضیدان، و منجم که عضو هیئت اعزامی که در بازآرایی از مرزها از جمله مستعمرات در آمریکای جنوبی مشغول به کار شد
- آندره Tacquet (۱۶۱۲–۱۶۶۰) -- ریاضیدان یسوعیون که کار زمینه را برای کشف احتمالی حساب دیفرانسیل و انتگرال گذاشته
- پیر تیلهارد دو شاردن (۱۸۸۱–۱۹۵۵) -- یسوعیون دیرین شناس و زمین‌شناس که در کشف انسان شهر پکن انجام گرفت
- Terzi فرانچسکو لانا د (ج ۱٬۶۳۱–۱۶۸۷) -- به خاطر تلاش‌های پیشگامانه وی به عنوان پدر از هوانوردی می‌گویند، همچنین این ایده که به خط بریل
- Theodoric Freiberg (پ ۱۲۵۰—پ ۱۳۱۰) -- متکلم دومینیکن و فیزیکدان که به اولین صحیح تجزیه و تحلیل هندسی از رنگین کمان
- جوزف Tiefenthaler (۱۷۱۰–۱۷۸۵) -- یکی از اولین جغرافیدانان اروپا به نوشتن در مورد هند
- جوزپه Toaldo (۱۷۱۹–۱۷۹۷) -- فیزیکدان برق جوی که به مطالعه و کار مهم را با میله‌های رعد و برق، سیارک ۲۳۶۸۵ Toaldo برای او نام برد.
- خوزه Torrubia (ج ۱٬۷۰۰–۱۷۶۸) -- زبان‌شناس، دانشمند، جمع‌آوری فسیل‌ها و کتاب‌ها و نویسنده در موضوعات تاریخی، سیاسی و مذهبی
- فرانتس د پائولا Triesnecker (۱۷۴۵–۱۸۱۷) -- ستاره‌شناس یسوعیون و مدیر رصدخانه وین؛ تعدادی از رساله در نجوم و جغرافیا منتشر شده‌است؛ Triesnecker دهانه روی ماه بعد از او نام برده شده‌است.
- ریحان ولنتاین (قرن ۱۵ ج) -- کیمیاگر آن‌ها نویسنده جیمز جی والش خواستار پدر شیمی مدرن [۸]
- لوکا Valerio (۱۵۵۲–۱۶۱۸) -- ریاضیدان یسوعیون که راه برای پیدا کردن حجم و مراکز گرانش از اجسام جامد
- پیر Varignon (۱۶۵۴–۱۷۲۲) -- ریاضیدان که اصل مشارکت بودند به استاتیک و مکانیک، ایجاد یک توضیح مکانیکی گرانش
- جیووانی باتیستا فنتر (۱۷۴۶–۱۸۲۲) -- کشف اثر فنتر
- Veranzio فاستو (ج ۱۵۵۱–۱٬۶۱۷) -- اسقف، بحر العلوم، مخترع، و لغت نویس
- Verbiest فردیناند (۱۶۲۳–۱۶۸۸) -- ستاره‌شناس و ریاضیدان یسوعیون؛ طراحی آنچه برخی ادعا می‌کنند اولین وسیله نقلیه خود را به جلو رانده شده—ادعا می‌کنند بسیاری از این به عنوان اولین اتومبیل جهان
- فرانچسکو د Vico (۱۸۰۵–۱۸۴۸) -- ستاره‌شناس یسوعیون که کشف یا همکاری تعدادی از ستاره‌های دنباله‌دار را کشف و نیز مشاهدات ساخته شده از زحل و شکاف در حلقه‌های آن، دهانه قمری د Vico و سیارک ۲۰۱۰۳ د Vico پس از او به نام
- وینسنت Beauvais (c.۱۱۹۰ - c.۱۲۶۴) -- نوشت: با نفوذترین دانشنامه قرون وسطی
- یانوش Vitéz (اسقف اعظم) (c.۱۴۰۵–۱۴۷۲) -- اسقف اعظم، ستاره‌شناس و ریاضیدان
- مارتین Waldseemüller (ج ۱۴۷۰–۱٬۵۲۰) -- نقشه‌کش آلمانی که همراه با ماتیاس Ringmann، با اولین استفاده ثبت شده از کلمه آمریکا اعتبار شده
- Godefroy Wendelin (۱۵۸۰–۱۶۶۷) -- ستاره‌شناس که به رسمیت شناخته شده که قانون سوم کپلر به ماهواره‌ها از مشتری اعمال ماه صندوقه Vendelinus در افتخار او به نام
- ورنر یوهانس (۱۴۶۸–۱۵۲۲) -- ریاضیدان، منجم و جغرافی
- Witelo (ج ۱۲۳۰—پس از ۱۲۸۰، قبل از ۱۳۱۴) -- فیزیکدان، فیلسوف طبیعی، و ریاضیدان؛ دهانه Vitello ماه به افتخار او نامگذاری Perspectiva خود را با قدرت تحت تأثیر دانشمندان بعد، به ویژه یوهانس کپلر
- جولیان Tenison وودز (۱۸۳۲–۱۸۸۹) -- Passionist زمین‌شناس و معدن شناس
- تئودور Wulf (۱۸۶۸–۱۹۴۶) -- فیزیکدان یسوعیون که یکی از اولین آزمایشگران برای تشخیص تابش بیش از حد در جو
- فرانتس Xaver فون Wulfen (۱۷۲۸–۱۸۰۵) -- یسوعیون گیاه‌شناس، معدن شناس، و کوه نورد
- جان Zahm (۱۸۵۱–۱۹۲۱) -- صلیب کشیش مقدس و آمریکای جنوبی اکسپلورر